# Piazza San Marco (Firenze)
Piazza San Marco è una piazza della zona nord del centro storico di Firenze.
La piazza quadrangolare ha una forma veramente tipica: contornata da eleganti palazzi è dominata dalla facciata della chiesa e convento di San Marco, dalla quale prende il nome; al centro è presente una piccola area verde con alberi, con una statua centrale contornata di panchine e, come nell'omonima piazza veneziana, affollatissima di piccioni. La statua bronzea in questione ritrae il Generale Manfredo Fanti (morto proprio a Firenze), opera del 1873 dello scultore Papi, su modello di Pio Fedi.

## Storia
La piazza venne realizzata nella prima metà del Quattrocento, quando Cosimo il Vecchio incaricò Michelozzo di edificare la chiesa e il convento per i monaci silvestrini, poi passato ai domenicani provenienti dal monastero di San Domenico di Fiesole. Anticamente la zona si chiamava San Marco al Cafaggio, perché qui vi era una zona boscosa recintata, come indica appunto il nome, o San Marco Nuovo, per distinguerlo da San Marco Vecchio. La piazza e tutto il complesso di San Marco divennero “infuocati” durante gli anni in cui Girolamo Savonarola ne fu il priore, e furono teatro dei drammatici scontri tra i piagnoni cioè i seguaci del frate ferrarese, e i loro avversari. La chiesa rimase senza facciata fino al 1780, quando fu aggiunta l'attuale in stile neoclassico.

## Edifici

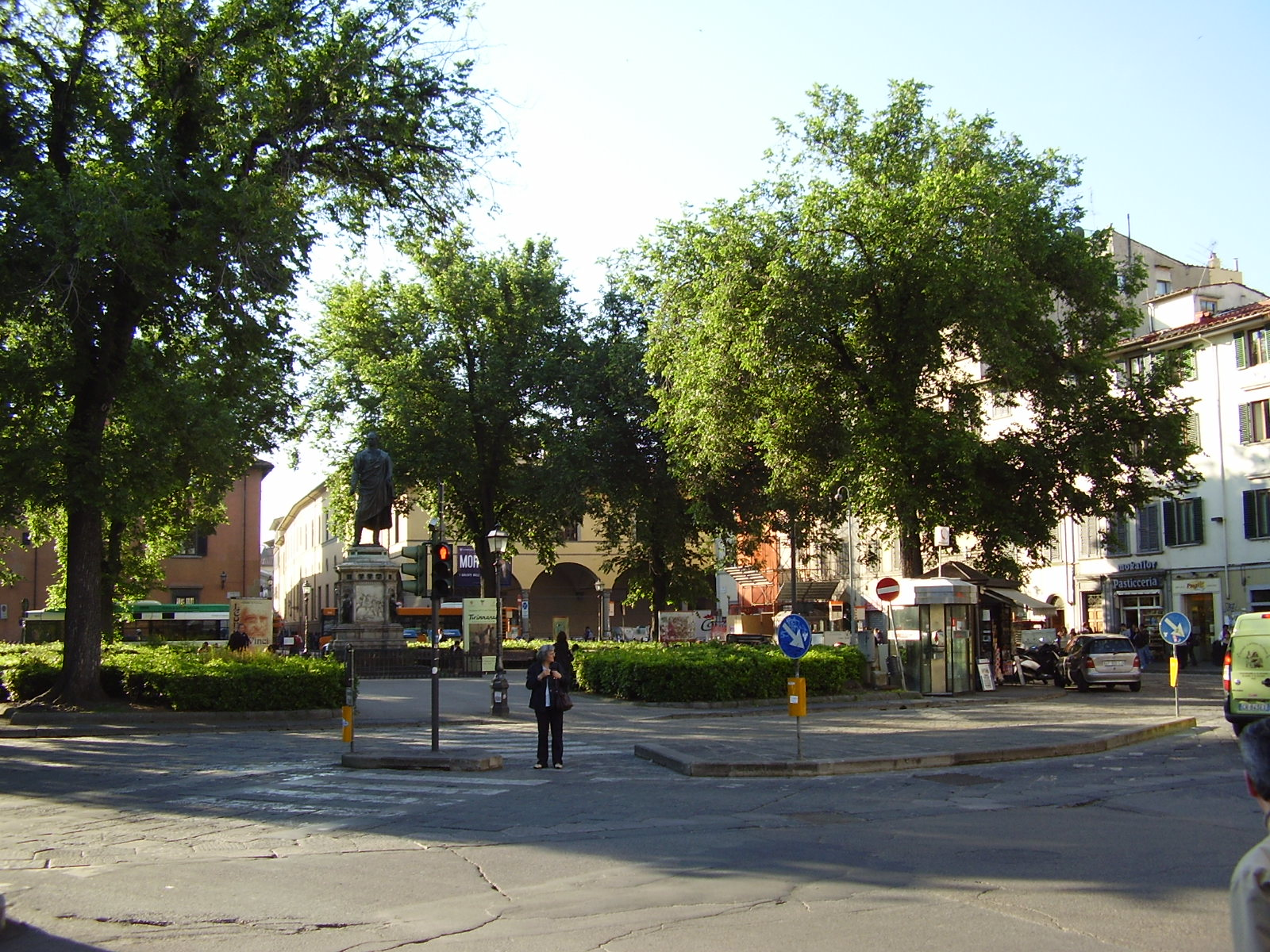
Veduta verso sud

All'imbocco con via Battisti si trova un palazzo oggi con intonaco rosso, che un tempo ospitava il Collegio di Studi e che ora ospita gli uffici centrali del Rettorato dell'Università degli Studi di Firenze. All'angolo opposto si trova invece l'Accademia di Belle Arti, già Ospedale di San Matteo, in uno alla Compagnia di San Luca (che radunava i pittori e artisti fiorentini) dal 1680 circa: si affaccia sulla piazza solo il porticato con le lunette di Andrea della Robbia sui tre portali.
Sul lato sud le abitazioni sono più semplici. Al n. 21 visse Bianca Cappello appena arrivata a Firenze, in fuga d'amore con il marito Pietro Bonaventuri. Si dice che proprio vedendola alla finestra di questa casa Francesco I de' Medici se ne infatuò e iniziò quella storia di amore e sangue che legò le loro vite, fino al matrimonio e la morte insieme.
Al numero 51 vi è un'altra memoria legata ad un'amante granducale, la cosiddetta Palazzina della Livia di fine del Settecento. Anche in questo caso infatti la piazza fu teatro di un'avventurosa storia d'amore tra il Granduca Pietro Leopoldo e la ballerina Livia Raimondi, per la quale lui fece costruire dall'architetto Bernardo Fallani l'edificio, prototipo dei villini che nel corso dell'Ottocento colmarono lo spazio attorno ai viali di circonvallazione, creatosi dopo l'abbattimento delle mura.

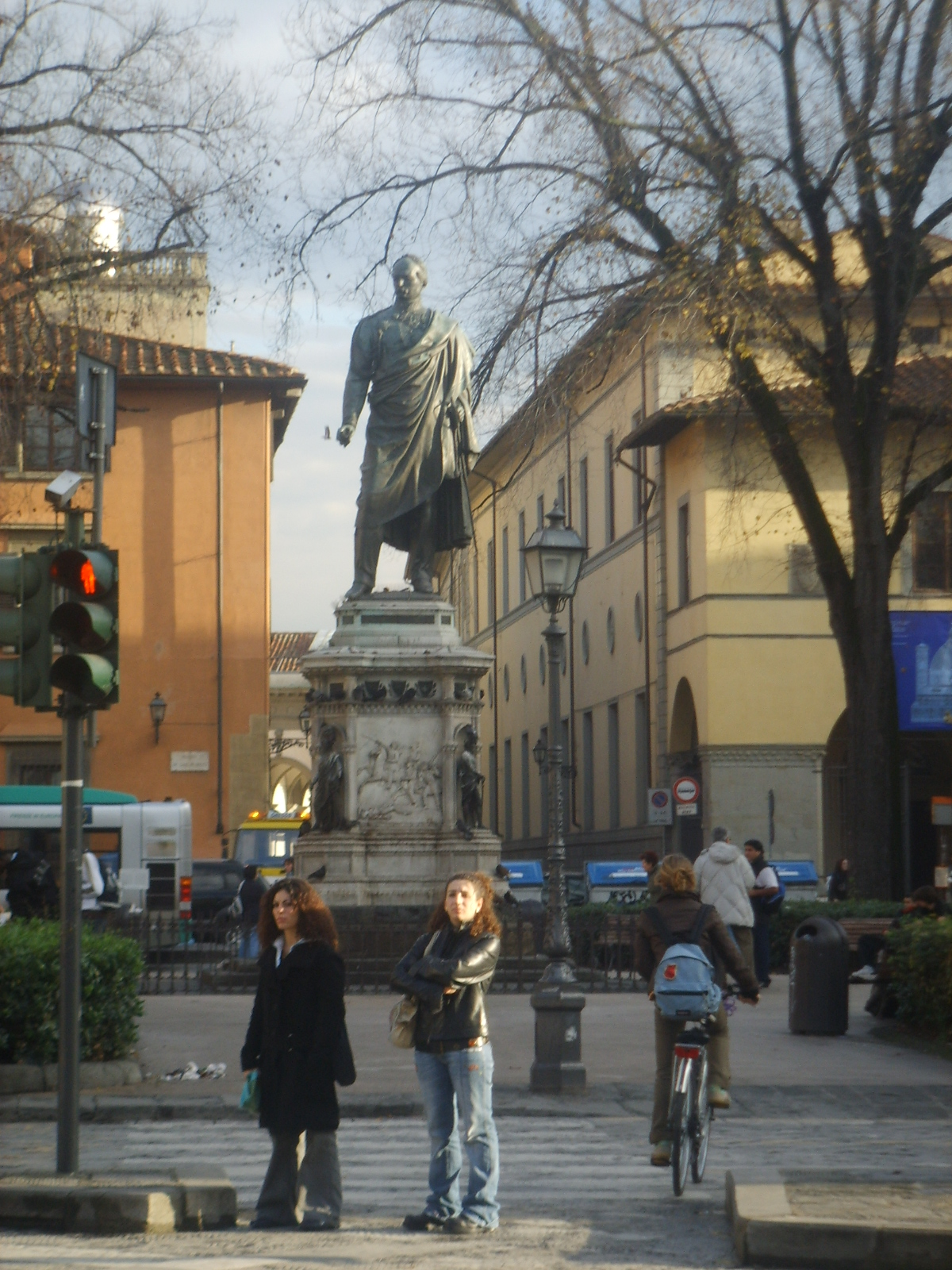
La statua del Generale Manfredo Fanti

Sull'angolo opposto sempre davanti a via Arazzieri, esisteva il cinquecentesco convento di Santa Caterina, finanziato con il contributo delle famiglie de' Rossi e Rucellai. Il monastero teneva anche un ospedale, e il tutto venne soppresso nel 1808, quando i locali vennero destinati al Real Comando Militare. Dopo la parentesi di Firenze Capitale (1865-1871), durante la quale l'edificio ospitò il Ministero della Guerra, il palazzo, che occupa tutto l'isolato fino a via San Gallo, tornò ad ospitare una caserma, funzione che detiene tuttora.

## Curiosità
- Risalendo un breve tratto su Via Cavour, si può vedere sulla destra il luogo dove si apriva la Farmacia di San Marco, un tempo gestita dai frati Domenicani, analoga a quella di Santa Maria Novella, quest'ultima ancora esistente. I Domenicani erano infatti stimati come persone di notevole cultura e i preparati medicinali da loro creati ispiravano fiducia. Attorno al bel portale restano ancora le insegne scolpite dei preparati in vendita, risalenti all'Ottocento, mentre sopra la porta un'acquasantiera irraggiungibile (posta quasi a quattro metri di altezza) ricordava la religiosità del complesso in cui la farmacia si trovava.